# Marienkapelle (Drensteinfurt-Mersch)

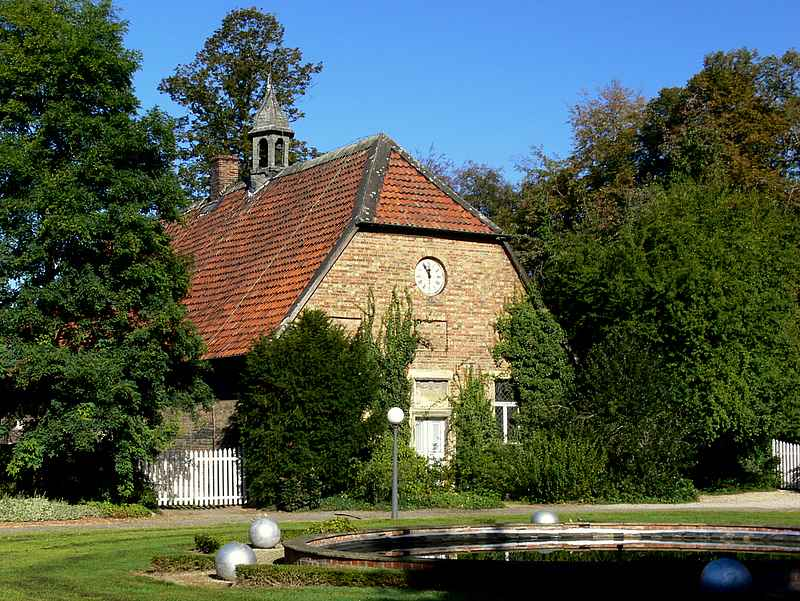
Marienkapelle von Haus Venne (2006)

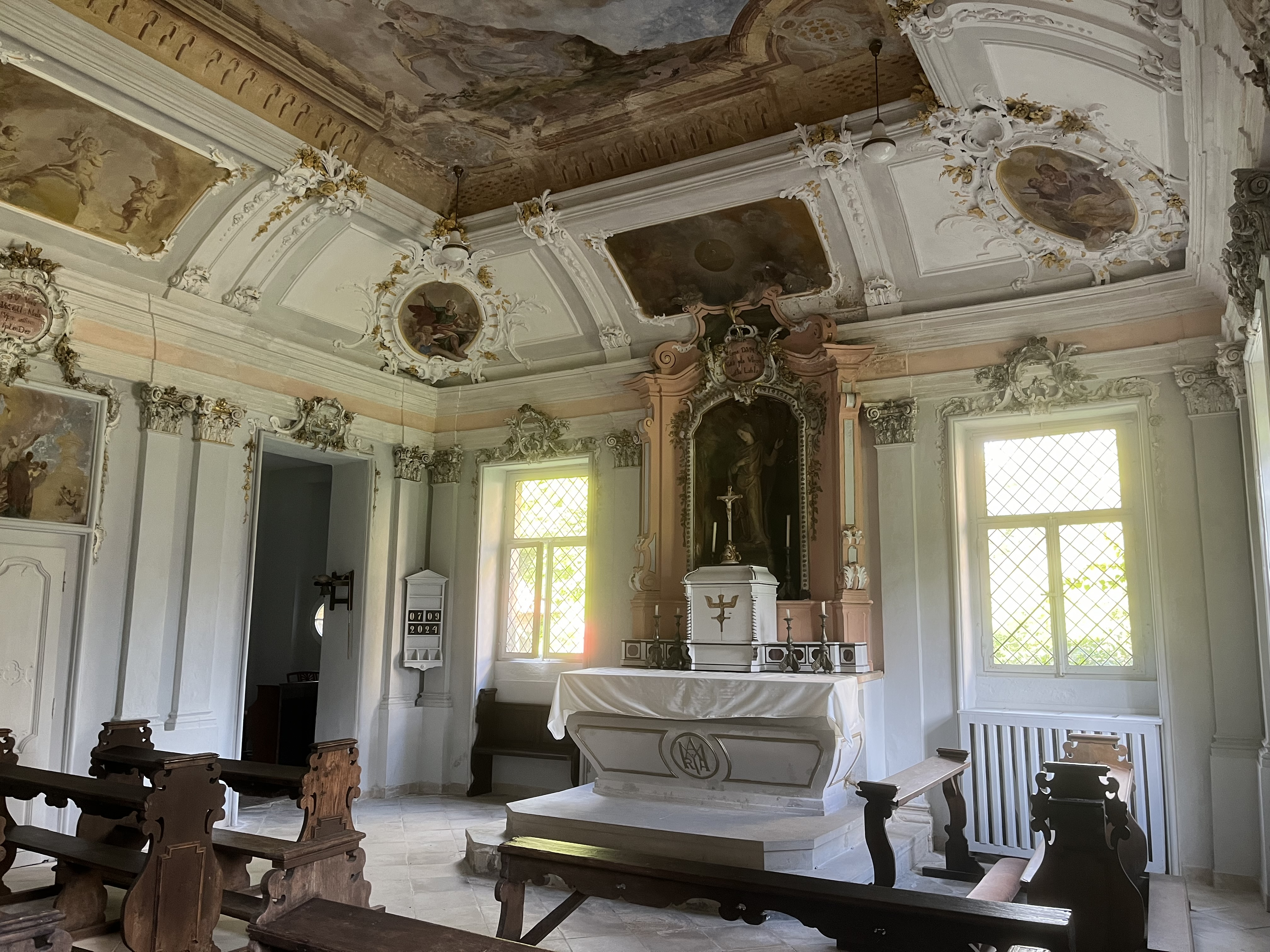
Innenraum, Altar

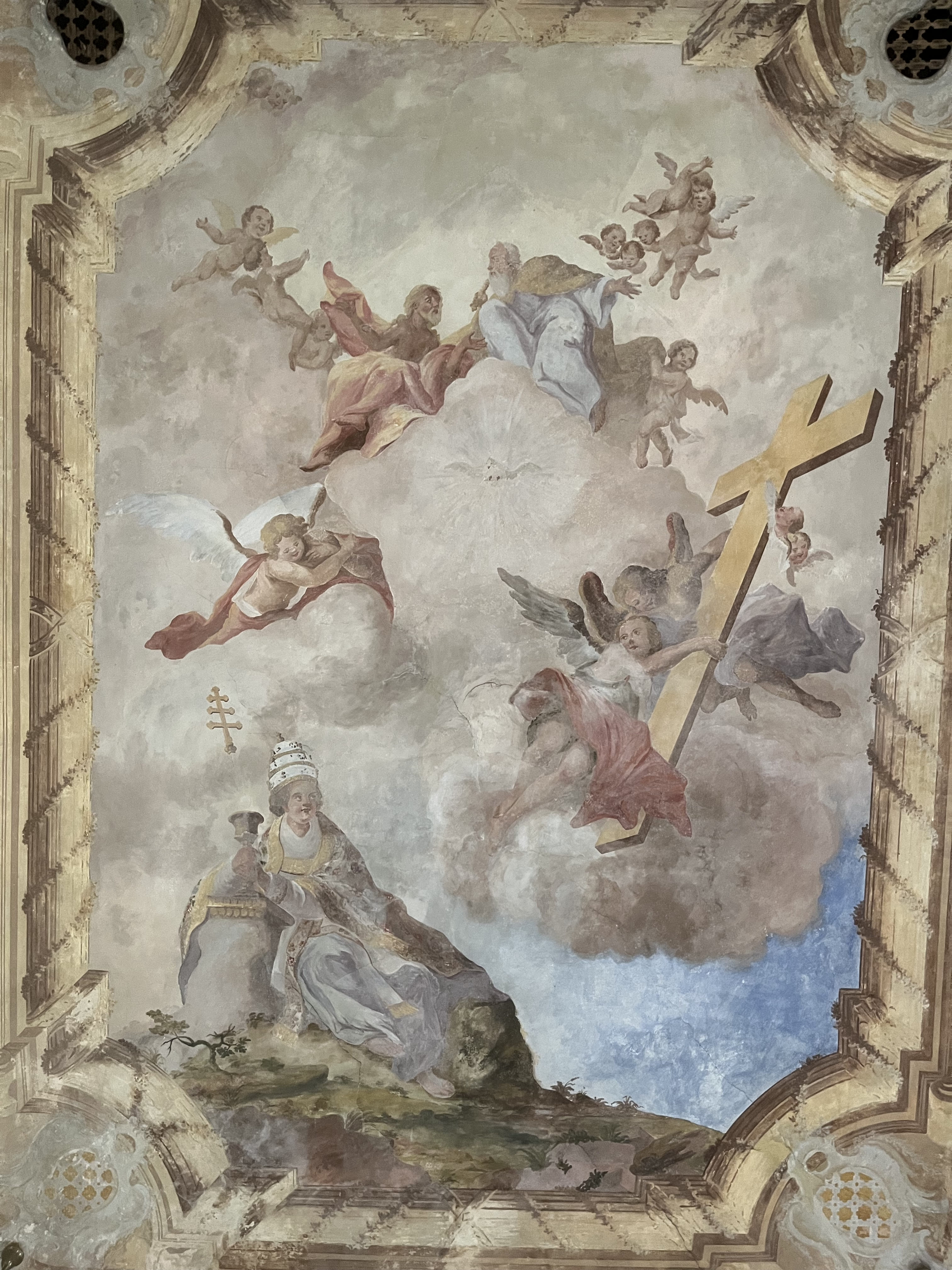
Deckengemälde

Die römisch-katholische Marienkapelle ist die Schlosskapelle der Herrenhausanlage Haus Venne in Drensteinfurt-Mersch. Sie wurde 1715 eingerichtet. Ihre Innengestalt im Stil des Rokoko erhielt sie 1770–1771 durch Margarete Franziska und Johann Matthias Kaspar von Ascheberg zu Venne.

## Lage
Haus Venne, in der heutigen Form in den 1710er Jahren erbaut, besteht aus dem zweigeschossigen Corps de Logis im Nordosten und vier quer zum Ehrenhof symmetrisch angeordneten langen, eingeschossigen Wirtschaftsgebäuden mit Krüppelwalmdächern. Das erste dieser Nebengebäude auf der Nordseite enthält am Südende quer zur Gebäudeachse den Kapellenraum von 9,08 m Länge und 7,76 m Breite.

## Beschreibung

### Außenbau
Die Kapelle ist äußerlich nur durch einen Dachreiter mit Glocke und durch ein Chronogramm-Relief über der Tür kenntlich gemacht. Die Inschrift lautet
PROTECTRICI AC SINE LABE ORIGINALI CONCEPTAE SANCTAE MARIAE VIRGINI
„Der Schützerin und ohne Erbsünde empfangenen heiligen Jungfrau Maria“
und ergibt die Jahreszahl 1715.
Im Giebel ist eine Uhr mit Widmungsinschrift und Wappen der Stadt Fredeburg.

### Innenraum
Der Kapellenraum ist mit dem Altar nach Nordosten ausgerichtet; der Eingang befindet sich auf der Südostseite. Die Wände sind zwischen den Fenstern, Türen und Bildflächen mit Pilastern gegliedert. Der Übergang zur Flachdecke ist als Voute gestaltet. Der Raum ist reich mit Rokoko-Stuckornamenten und Wandbildern geschmückt. Die Stuckaturen schufen die Brüder Bernhard und Johann Nepomuk Metz. Die Altar-Ädikula enthält eine Marienstatue.

#### Bilder
Die Bilder in den Wandnischen und über den Türen zeigen Szenen aus dem Marienleben. Der Maler ist unbekannt.

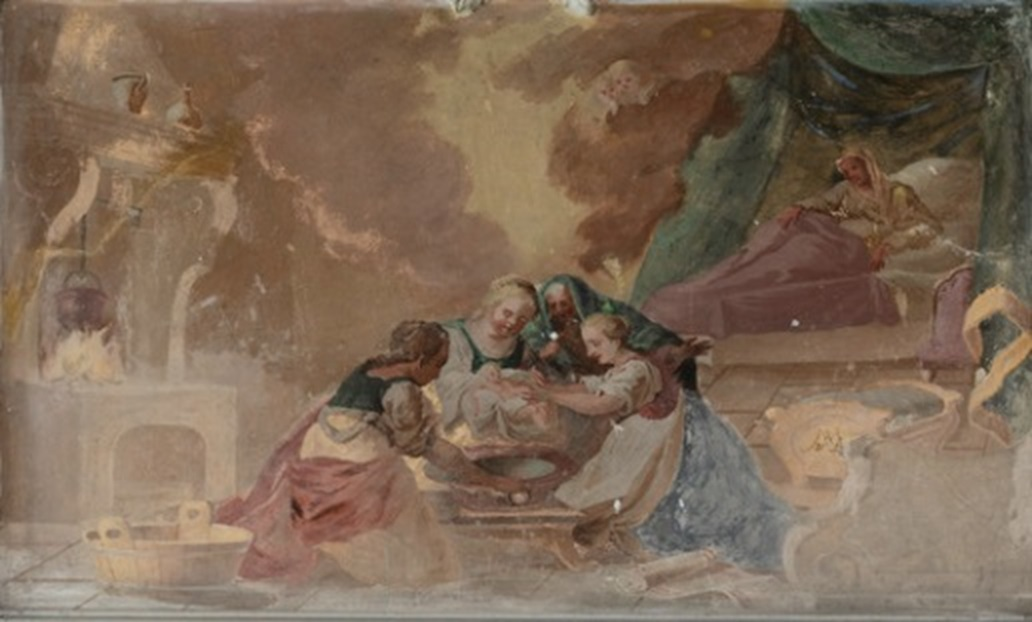
Mariä Geburt
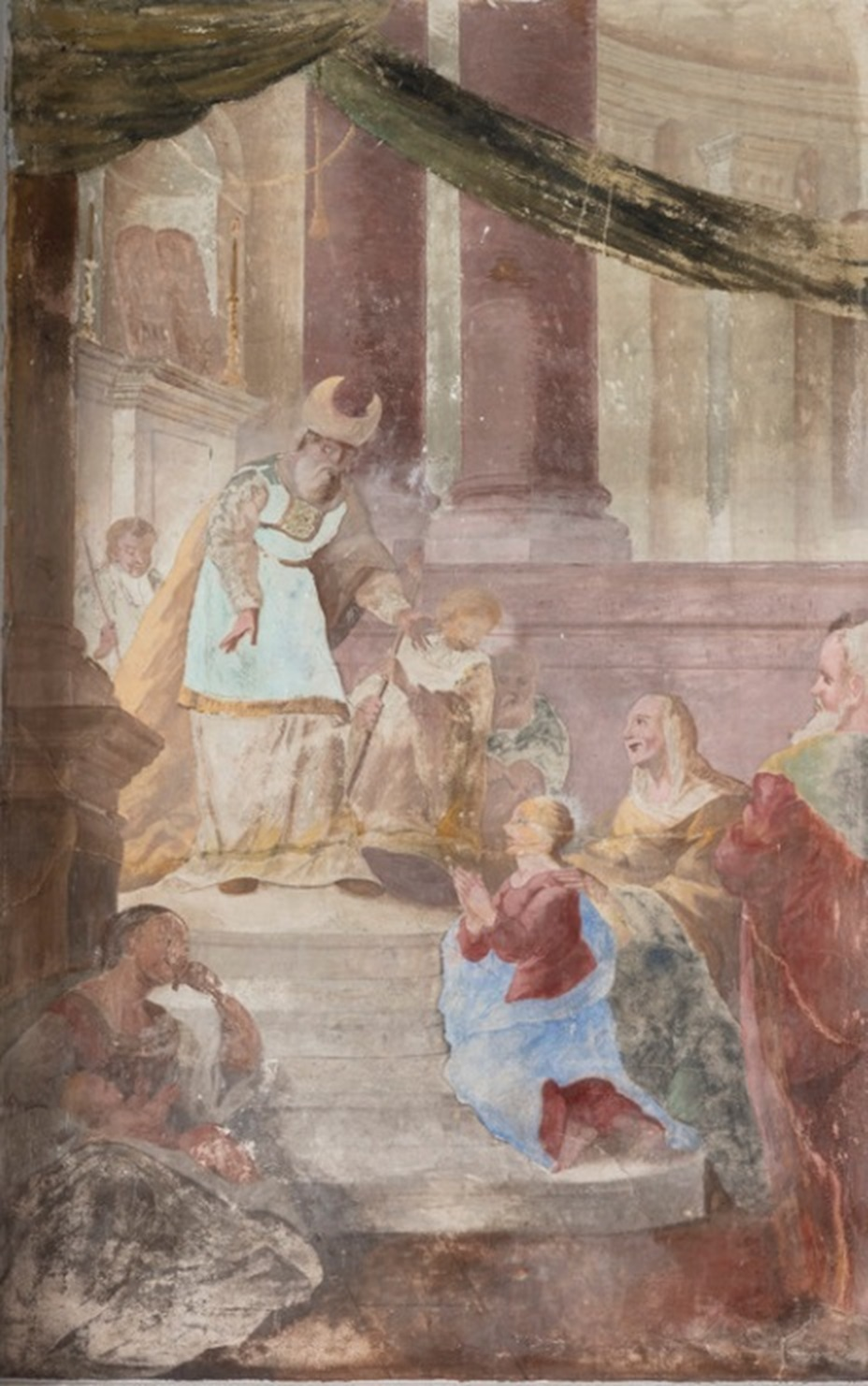
Mariä Tempelgang
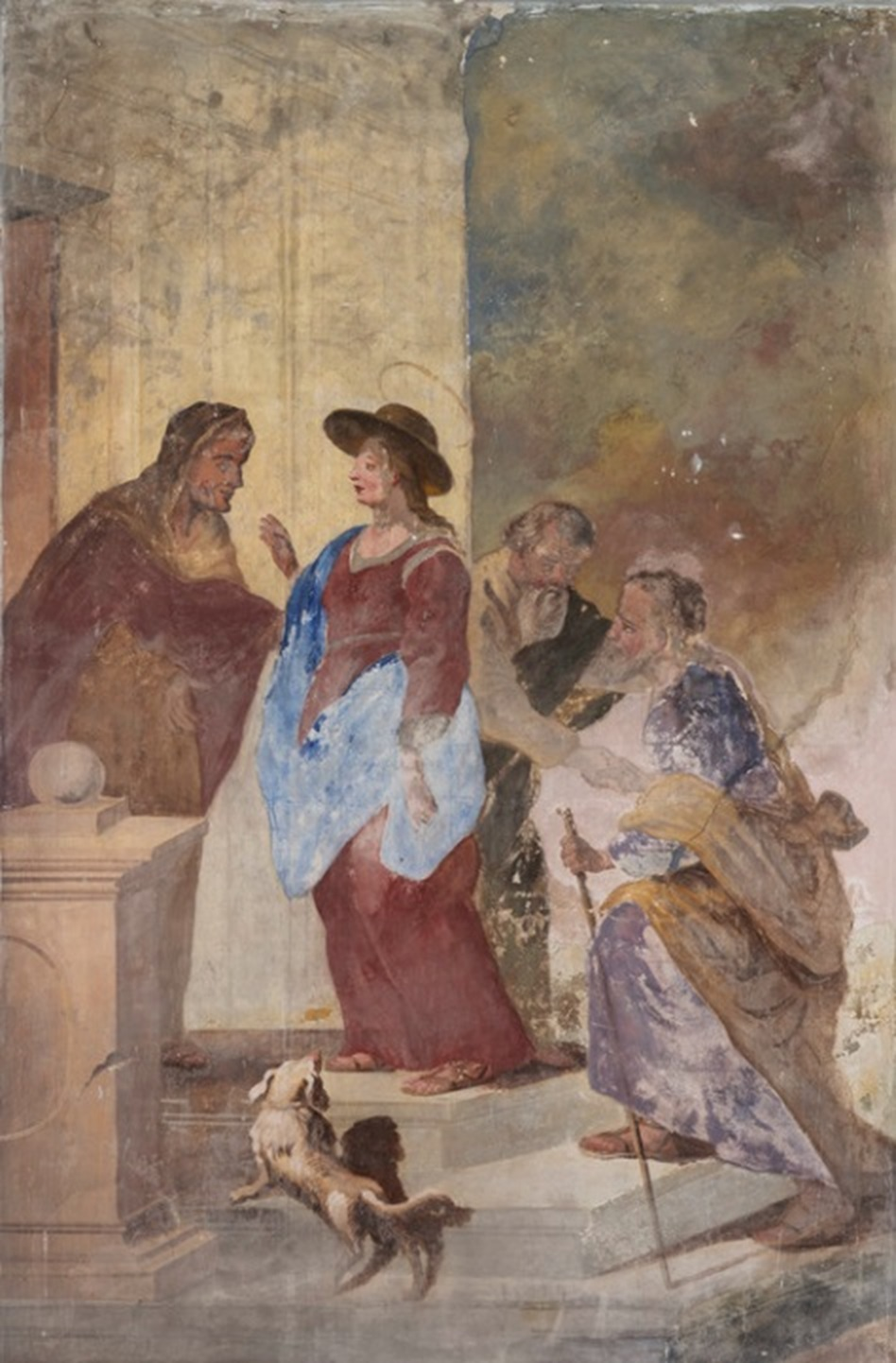
Mariä Heimsuchung
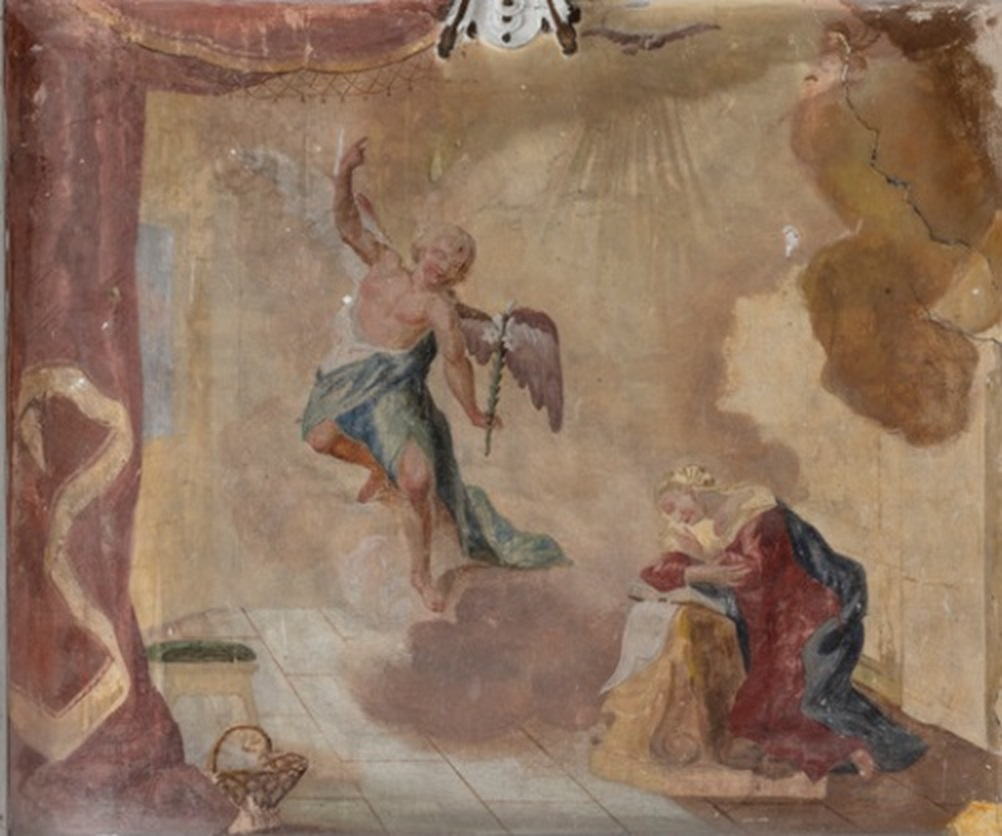
Verkündigung
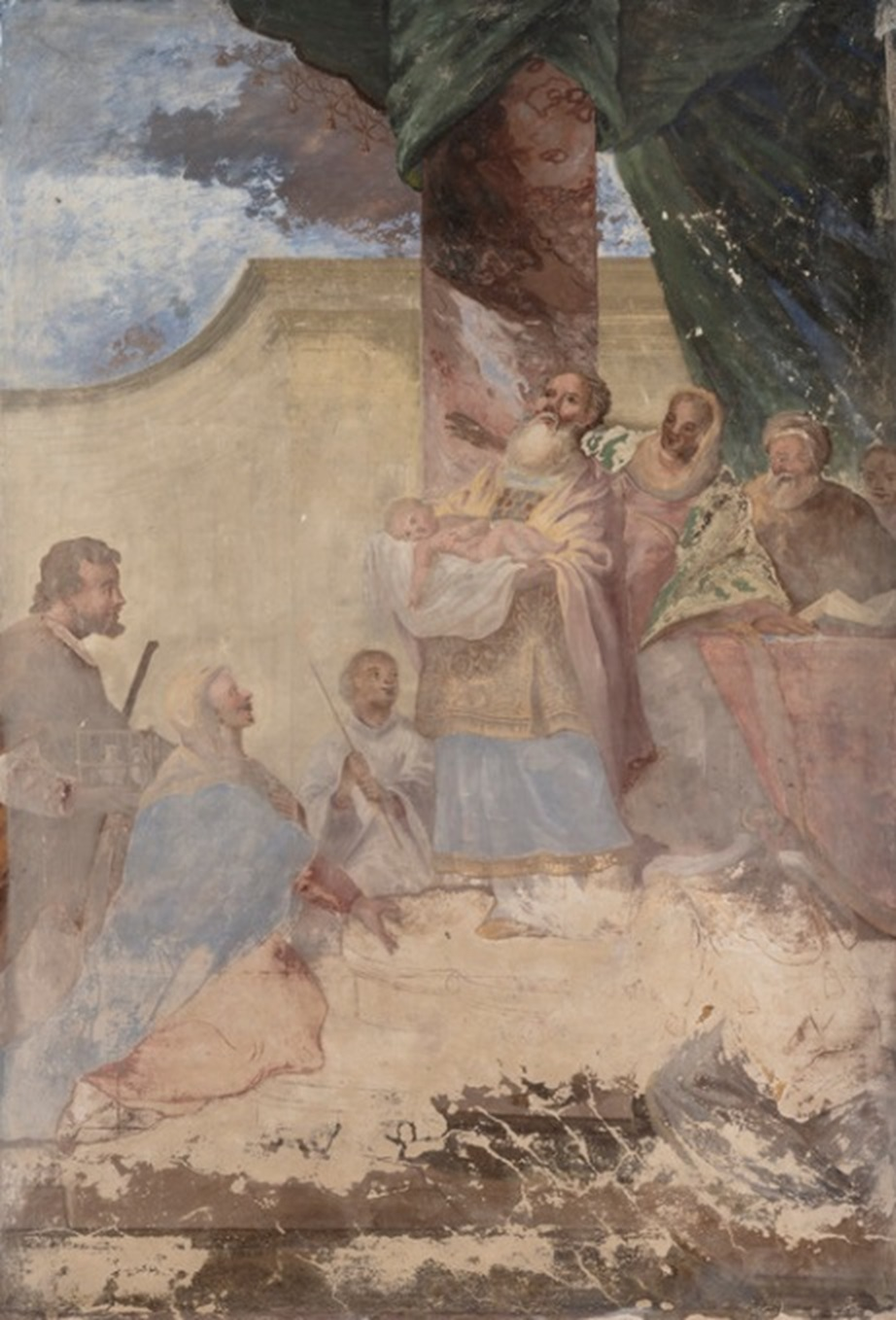
Darstellung Jesu im Tempel
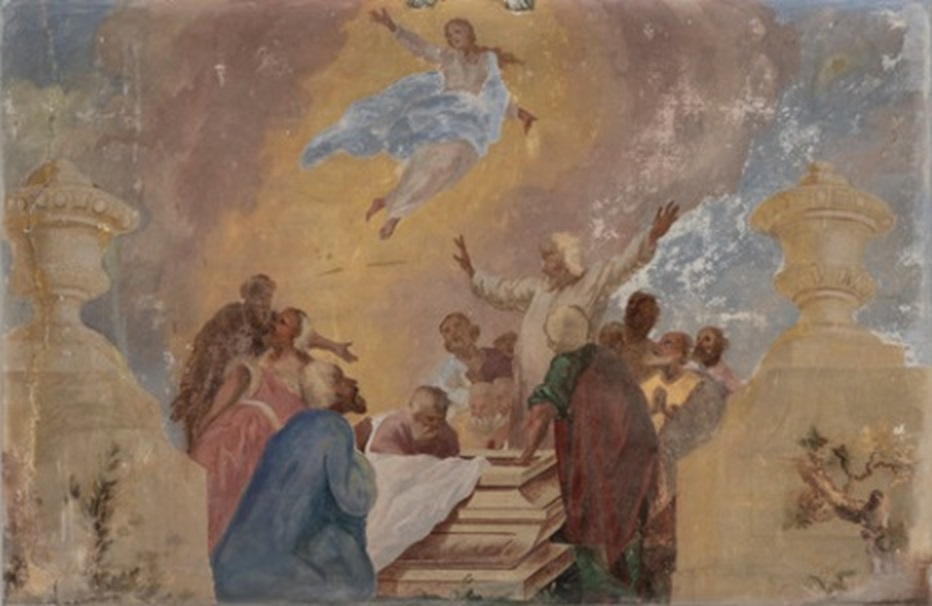
Mariä Himmelfahrt

In der Voute ist über dem Altar das Auge Gottes dargestellt, an den drei anderen Seiten sind monochrome allegorische Darstellungen von Glaube, Hoffnung und Liebe. In den Ecken sind ovale Medaillons der vier Evangelisten.
Das Deckengemälde zeigt in einem Scheinarchitekturrahmen den offenen Himmel mit der Dreifaltigkeit und Engeln, die das Kreuz tragen. Am altarseitigen Bildrand ist ein Stück Erdboden zu sehen. Dort lehnt an einer niedrigen Säule die Personifikation der katholischen Kirche, eine kindliche Gestalt, die mit Tiara, Albe und Pluviale bekleidet ist und den eucharistischen Kelch mit darüber schwebender Hostie in Händen hält; hinter ihr erscheint das Papstkreuz.

#### Inschriften
An den Wänden sind in Rokoko-Kartuschen vier lateinische Inschriften angebracht.
Über dem Altar:

CARNE DEVM VESTIT PIA VIRGO NESCIA LABIS

„Mit Fleisch bekleidet Gott [Akkusativ] die fromme Jungfrau [Nominativ], die vom Sündenfall nichts weiß.“

(Chronogramm: 1770)

Über dem Bild von Mariä Geburt:

IN MVNDO HAEC ORIENS VIRGO FIT IANVA COELI

„Diese Jungfrau, die in der Welt aufgeht, wird Tür des Himmels.“

(Chronogramm: 1771)

Über dem Bild der Verkündigung an Maria ein Anagramm:

Ave Maria gratia plena Dominus tecum

„Gegrüßt seist du, Maria, voll der Gnade, der Herr ist mit dir.“

Virgo pura et Adami sine macula manet

„Die Jungfrau bleibt rein und ohne den Makel Adams.“

Über dem Bild von Mariä Himmelfahrt:

TV VERE NVNC STELLA MARIS SVPER AETHERA SPLENDES

„Du, nun wahrhaft der Stern des Meeres, strahlst über den Himmelsräumen.“

(Chronogramm: 1771)